# Perú tiene talento
Perú tiene talento es un programa de televisión peruano de talentos y parte de la franquicia internacional Got Talent. Emitido por el canal Latina Televisión y licenciado por FremantleMedia. La primera temporada se estrenó el sábado 15 de septiembre de 2012 y tuvo como ganadora a Alessandra Aguirre. La segunda temporada se estrenó el 14 de julio de 2013.
Es conducido por el presentador Mathias Brivio.
El jurado está conformado por el productor, guionista, escritor y director de teatro Ricardo Morán, la actriz y presentadora de televisión Gianella Neyra, el actor y presentador de televisión Renzo Schuller, la cantante Mimy Succar y el exfutbolista Luis «Cuto» Guadalupe en reemplazo de Schuller.

## Mecánica
El programa busca artistas inéditos de todas las edades y habilidades para que se sometan al escrutinio del jurado y tentar un premio de 70 mil soles.

## Jurado
- Cecilia Bracamonte (cantante)
- Almendra Gomelsky (presentadora de televisión)
- Carlos Galdós (comediante)
- Melcochita (comediante)
- Natalia Málaga (deportista)
- Beto Ortiz (escritor y periodista)
- Dina Páucar (cantante)
- Ricardo Morán (productor, guionista, escritor y director de teatro)
- Gianella Neyra (actriz y presentadora de televisión)
- Renzo Schuller (actor y presentador de televisión)
- Mimy Succar (cantante)
- Luis «Cuto» Guadalupe (exfutbolista y personalidad televisiva)

## Temporadas
| #       | Horario                               | Fechas de emisión        | Fechas de emisión       | Ganador            | Categoría                 | Jueces                                                                        | Conductores                   |
| #       | Horario                               | Inicio                   | Final                   | Ganador            | Categoría                 | Jueces                                                                        | Conductores                   |
| ------- | ------------------------------------- | ------------------------ | ----------------------- | ------------------ | ------------------------- | ----------------------------------------------------------------------------- | ----------------------------- |
| Primera | Sábados 7:30 p. m. Sábados 7:00 p. m. | 15 de septiembre de 2012 | 15 de diciembre de 2012 | Alessandra Aguirre | Cantante                  | Cecilia Bracamonte Almendra Gomelsky Carlos Galdós                            | Cristian Rivero               |
| Segunda | Domingos 7:00 p. m.                   | 14 de julio de 2013      | 13 de octubre de 2013   | Rod Martin         | Pintor                    | Beto Ortiz Cecilia Bracamonte Almendra Gomelsky Carlos Galdós                 | Cristian Rivero               |
| Tercera | Sábado 8:00 p. m. Domingo 7:00 p. m.  | 20 de septiembre de 2014 | 21 de diciembre de 2014 | Gianfranco Huanqui | Cubo de Rubik Cube Solver | Melcochita Dina Páucar Natalia Málaga Carlos Galdós                           | Adolfo Aguilar Jesús Alzamora |
| Cuarta  | Sábados 10:00 p. m.                   | 29 de enero de 2022      | 16 de julio de 2022     | Fusión Peruana     | Baile                     | Renzo Schuller Mimy Succar Gianella Neyra Ricardo Morán Luis «Cuto» Guadalupe | Mathías Brivio                |

## Recepción
El reality consiguió 14,4 puntos el día de su estreno. Los siguientes episodios consiguió un puntaje similar, hasta el cuarto programa que obtuvo 15,9 puntos y lideró el rating.

## Premios y nominaciones
| Año  | Premio                       | Trabajo            | Categoría                | Resultados |
| ---- | ---------------------------- | ------------------ | ------------------------ | ---------- |
| 2012 | Premios Luces de El Comercio | Perú Tiene Talento | Mejor programa concursos | Nominado   |